# Boophis roseipalmatus
A Boophis roseipalmatus a kétéltűek (Amphibia) osztályába, a békák (Anura) rendjébe és az aranybékafélék (Mantellidae) családjába tartozó faj. 

## Előfordulása
A faj Madagaszkár endemikus faja. A sziget északi részén, az Amber Mountain Nemzeti Parkban fedezték fel, 1000 m-es tengerszint feletti magasságban. Megtalálható még az alacsonyabban fekvő szomszédos Fontenay Nemzeti Parkban valamint Masoala és feltehetőleg Marojejy környékén. Természetes élőhelye hegyvidéki és síkvidéki esőerdők, lepusztult erdők.

## Természetvédelmi helyzete
Egyes helyeken nagy számban előforduló faj, különösen az Amber Mountain Nemzeti Parkban. Élőhelyének a mezőgazdasági tevékenység, a fakitermelés, a faszéntermelés, az invázív eukaliptusz fajok terjeszkedése miatti csökkenése és romlása következtében populációja vélhetően csökkenő tendenciát mutat.
A fajban kimutatták a Batrachochytrium dendrobatidis gombát, bár Madagaszkáron jelenleg nem látható a gombafaj negatív hatása. 